# 釜山国際花火祭り
釜山国際花火祭りは大韓民国釜山の広安里一帯で毎年行われる花火大会である。2005年APEC首脳会議記念行事の一環として始まった。第18回が2023年11月4日に開催される。
この花火は直線距離で約50km離れた対馬北端の上対馬町鰐浦の韓国展望所でも観覧できる。

## 参考資料
- 釜山花火祭り（부산불꽃축제） - 韓国観光公社
- 2023年 釜山花火大会ツアー コネスト